# Glacier Potanine
Pour les articles homonymes, voir Potanine.
Le glacier Potanine est situé sur le massif du Tavan Bogd dans l'Altaï de Mongolie. C'est le plus grand glacier de Mongolie avec environ 14 kilomètres de longueur.

## Toponymie
Le glacier est nommé d'après l'explorateur russe Grigori Potanine.

## Histoire
Le glacier est découvert en 1905 par le botaniste et géographe russe Vassili Sapojnikov.

## Évolution
Comme beaucoup d'autres glaciers, le glacier Potanine diminue progressivement en taille. Au cours d'une période de 6 ans d'observation, de septembre 2003 à septembre 2009, il a reculé d'environ 90 mètres, enregistrant ainsi un taux de recul moyen de 15 m/an. Il est également devenu plus mince, en particulier dans ses parties inférieures ; le taux d'amincissement moyen de 2,6 m/an a été mesuré sur la période 2004-2009.